# Flughafen Muş-Sultan Alparslan

i8
i11
i13
Der Flughafen Muş-Sultan Alparslan (türkisch Muş Sultan Alparslan Havalimanı, IATA-Code: MSR, ICAO-Code: LTCK) ist ein türkischer Flughafen, benannt nach dem seldschukischen Sultan Alp Arslan, nahe der Stadt Muş. Er wird durch die staatliche DHMI betrieben. Der Flughafen wurde 1992 dem Betrieb übergeben und wird sowohl zivil als auch militärisch genutzt. Die ihm zugeordnete Stadt Muş liegt etwa 16–18 Kilometer entfernt. Sie ist mit Taxi, Privatwagen oder Kleinbus zu erreichen. Dank des nahgelegenen Bahnhofs in Muş ist er auch überregional für Reisende ohne Privatwagen attraktiv.

## Flughafengelände

### Anfänge
1992 wurde ein Terminal mit einer Kapazität von 300.000 Passagieren im Jahr gebaut. Da der Flughafen bereits für das Militär diente, musste keine neue Start- und Landebahn gebaut werden. Man installierte nur noch ein Instrumentenfluglandesystem (ILS). Neben einem zentralen, hauptsächlich dem Passagierverkehr vorbehaltenen Vorfeld gab es zahlreiche kleinere Rollwege, Flugzeugparkplätze und Hangars, die jedoch ausschließlich vom Militär genutzt werden.

### Erweiterung
Der mittlerweile in die Jahre gekommene Flughafen wurde neugebaut bzw. erweitert. Am 19. Oktober 2016 begannen die Bauarbeiten für das neue, 11.410 Quadratmeter große, Terminal. Erweitert wurde zudem das Vorfeld (auf 51.250 Quadratmeter), welches durch einen parallel zur Start- und Landebahn liegenden Taxiway ergänzt wurde. Zudem wurde die Umgebung schöner gestaltet. Am 30. Dezember 2018 wurde das neue Terminal vom Gouverneur von Muş, İlker Gündüzöz, eingeweiht. Kurz darauf um 12:15 Uhr fand der erste Flug ab dem „neuen Flughafen“ statt. Kurz vor der Einweihung wurde öffentlich, dass der Flughafen einen neuen Namen erhalten werde – Sultan Alparslan.

## Fluggesellschaften und Ziele
Im Jahr 2018 wurden nur Flüge zu einigen Inlandszielen angeboten.